# کالباس ماهی
کالباس ماهی یا کامابوکو (Kamaboko) نوعی خوراکی ژاپنی است که از گوشت فرآوری‌شده آبزیان تهیه می‌شود. 
برای تهیه آن، گوشت انواع ماهی‌های سفید را، پس از زدودن استخوان، به شکل پوره درآورده به آن افزودنی‌های طبیعی و غیره زده آنها را به‌طور کامل آب‌پز می‌کنند و سپس به شکل کالباس درمی‌آورند. 
به هنگام مصرف، پس از برش آن به صورت لایه لایه، این برش‌ها را در سس‌های مختلف زده و می‌خورند. معمولاً این برش‌ها را به انواع سوپ داغ اضافه کرده یا با برنج و نودل همراه می‌کنند.
در جشن‌های ژاپنی کالباس‌های ماهی به رنگ سرخ و صورتی و سفید سرو می‌شود زیرا رنگ‌های قرمز و سفید را رنگ‌های شگون‌دار می‌دانند.
کامابوکو در ژاپن از سده چهاردهم میلادی تهیه می‌شده و اکنون مردم بسیاری از کشورها با آن آشنا هستند.

## ماهی‌های مورد استفاده
- سنگسرماهی مرغی
- گوازیم‌ماهی طلایی
- سوسمارماهیان
- استخوان‌ماهی ژاپنی
- انواع کوسه
- زغال‌ماهی آلاسکا
- شوریده‌ماهیان
- مارماهی دریایی دندان‌خنجری
- گورزادماهی
- خارماهی‌های سیاه